# Musée d’art de Joliette

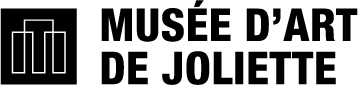

Das Musée d’art de Joliette (MAJ) ist ein Kunstmuseum in Joliette in der Region Lanaudière in Québec, Kanada. Das Museum wurde in den 1960er Jahren von Pater Wilfrid Corbeil (1893–1979) gegründet und befindet sich in einem Gebäude, das 1976 errichtet, 1984 renoviert und 1992 erweitert wurde. Das Musée d’art de Joliette wurde 1976 offiziell eröffnet und gilt als eines der wichtigsten Kunstmuseen Québecs außerhalb der großen Städte.

## Geschichte
Die Ursprünge des MAJ gehen auf die 1940er Jahre zurück, als die Clercs de Saint-Viateur unter der Leitung von Pater Corbeil eine Kunstgalerie im Séminaire de Joliette gründeten. Schon früh zeigte sich die avantgardistische Ausrichtung der Sammlung, unter anderem mit dem Erwerb des Stilllebens mit grünen Trauben (1941) von Paul-Émile Borduas. Im Laufe der Jahre wurde die Sammlung durch zahlreiche Schenkungen erweitert, insbesondere durch den Kanoniker Wilfrid Anthony Tisdell (1890–1975), der 1961 rund 400 Werke übergab. 1966 übertrugen die Clercs de Saint-Viateur die Verwaltung der Sammlung einem Komitee, das 1967 unter dem Namen Musée d’art de Joliette als autonome Einrichtung gegründet wurde. Nach der Gründung des Cégeps im Jahr 1968 zog das Museum vom Séminaire in das ehemalige Scolasticat Saint-Charles um, aber diese Räumlichkeiten waren nur eine Zwischenlösung. Am 26. August 1974 wurde mit dem Bau eines Museumsgebäudes begonnen, das am 25. Januar 1976 eingeweiht wurde.

## Architektur
Das 1976 eingeweihte Gebäude wurde nach Plänen der Architekten Jacques und Julien Perreault sowie des Architekten Jean Dubeau aus Jolietter errichtet. Der architekturbegeisterte Pater Corbeil entwarf das ursprüngliche Modell, das sich am Werk Le Corbusiers orientierte. Der Bau folgte dem internationalen Stil mit klaren, einfachen Formen, die Corbeil als „architektonische Abstraktion“ bezeichnete. Als Pater Corbeil 1976 das Kunstmuseum von Joliette plante, sah er ein Gebäude in Form eines asymmetrischen Kreuzes aus Beton vor. Diese Idee wurde durch Renovierungsarbeiten beeinträchtigt, die das Museum in ein kompakteres Backsteingebäude verwandelten. Aus Platzmangel konnte das Museum seine Aufgaben nicht mehr angemessen erfüllen.
Im Rahmen des letzten Erweiterungsprojekts nach Plänen von Les architectes fabg wurden drei neue Baukörper an das bestehende Gebäude angefügt, um die von Pater Corbeil gewünschte Idee eines dreidimensionalen, asymmetrischen Kreuzes zu verstärken. Die leichte Stahlkonstruktion mit weißer Glashaut der Anbauten bildet einen bewussten Kontrast zum bestehenden Mauerwerk und den Betonstrukturen. Das Hauptziel des Projekts war die Öffnung des Museums durch die Schaffung von Innen- und Außenräumen, die für soziale und kulturelle Veranstaltungen genutzt werden können.
Les architectes fabg planten, das Gebäude zur Straße hin zu verlängern, die Transparenz zu erhöhen und eine Dachterrasse hinzuzufügen, um neue Verbindungen nach außen zu schaffen. Im Inneren wurde die ehemalige Eingangshalle zu einem zweigeschossigen Foyer umgebaut, das sich besser für Veranstaltungen und Aufführungen eignet. Die ursprüngliche Betonstruktur blieb in allen öffentlichen Bereichen und Galerien sichtbar. Das Museumsgebäude zeichnet sich durch offene, lichtdurchflutete Räume aus, die eine einladende Atmosphäre für die Besucher schaffen. Es ist heute ein Beispiel für moderne kanadische Museumsarchitektur.
Während der Bauarbeiten wurde ein großer Felsblock aus der Eiszeit gefunden. Dieser Stein, der heute auf dem Museumsgelände steht, ist das erste, was der Besucher sieht, wenn er das Musée d’art de Joliette betritt.

## Sammlung
Das Musée d’art de Joliette beherbergt eine beeindruckende Sammlung von über 8300 Kunstwerken, die vom 14. Jahrhundert bis zur Gegenwart reichen. Die Sammlung ist in vier Hauptkategorien unterteilt: kanadische Kunst, europäische Kunst, zeitgenössische Kunst und Archäologie. Zu den bemerkenswerten Künstlern in der Sammlung zählen Paul-Émile Borduas, Ozias Leduc, Adrien Hébert und Guido Molinari. Die Sammlungen werden ständig durch Ankäufe und Stiftungen erweitert, zuletzt durch eine Sammlung von Bronzen von Marc-Aurèle de Foy Suzor-Coté, Alfred Laliberté und Louis-Philippe Hébert, die dem Musée d’art de Joliette von Ash K. Prakash geschenkt wurde.

## Ausstellungen
Neben der Dauerausstellung organisiert das MAJ jährlich rund 20 Wechselausstellungen und Kunstprojekte, die sowohl historische als auch zeitgenössische Kunst präsentieren. Darüber hinaus bietet das Museum ein vielfältiges Kultur- und Bildungsprogramm für Besucher aller Altersgruppen.